# Google Toolbar
Google Toolbar er en multifunktional toolbar, man kan have som add-on i sin internetbrowser, man kan så søge direkte fra den, blokere sider og popups.
| Software | Spire Denne artikel om software og programmering er en spire som bør udbygges. Du er velkommen til at hjælpe Wikipedia ved at udvide den. |